# Putten (Gelderland)
Putten (anhörenⓘ) ist ein Dorf und eine Gemeinde in der Provinz Gelderland (Niederlande). Sie hat 24.953 Einwohner (Stand: 1. Januar 2025). Im Oktober 1944 wurden beim Fall Putten 661 Menschen von der deutschen Wehrmacht in KZs verschleppt und das Dorf niedergebrannt.

## Lage und Wirtschaft
Putten liegt westlich der Landschaft Veluwe. Im Westen wird es durch Nijkerk, im Süden durch Voorthuizen (Gem. Barneveld) und im Norden durch Ermelo begrenzt. Der nächste Autobahnanschluss befindet sich auf der A 28 (Strand Nulde) vier Kilometer westlich des Dorfes. Putten hat einen Kleinbahnhof an der Eisenbahnstrecke Utrecht–Kampen. Der Bahnhof liegt zwei Kilometer westlich des Dorfes.
Beim Bahnhof befindet sich ein größeres Gewerbegebiet, wo sich allerhand Kleingewerbe- und Handelsunternehmen angesiedelt haben. Westlich des Dorfes gibt es viele Bauernhöfe.
Bedeutendster Wirtschaftszweig ist aber der Tourismus.

## Politik

### Sitzverteilung im Gemeinderat
Der Gemeinderat wird seit 1982 folgendermaßen gebildet:
| Partei                          | Sitze | Sitze | Sitze | Sitze | Sitze | Sitze | Sitze | Sitze | Sitze | Sitze | Sitze |
| Partei                          | 1982  | 1986  | 1990  | 1994  | 1998  | 2002  | 2006  | 2010  | 2014  | 2018  | 2022  |
| ------------------------------- | ----- | ----- | ----- | ----- | ----- | ----- | ----- | ----- | ----- | ----- | ----- |
| Wij Putten a                    | –     | –     | –     | –     | –     | –     | –     | 4     | 5     | 5     | 4     |
| GemeenteBelangen Putten b       | 2     | 3     | 3     | 5     | 4     | 4     | 5     | 3     | 2     | 3     | 3     |
| ChristenUnie                    | –     | –     | –     | –     | –     | 4     | 4     | 5     | 4     | 4     | 3     |
| SGP c                           | 3     | 1     | 1     | 1     | 1     | 2     | 2     | 2     | 3     | 3     | 3     |
| CDA                             | 6     | 7     | 7     | 5     | 5     | 5     | 4     | 4     | 4     | 4     | 3     |
| VVD                             | 3     | 3     | 3     | 2     | 3     | 2     | 2     | 1     | 1     | –     | 3     |
| D66                             | –     | –     | –     | 1     | 1     | 1     | –     | 0     | 0     | –     | –     |
| GroenLinks a                    | –     | –     | –     | –     | 1     | 1     | 2     | –     | –     | –     | –     |
| PvdA a                          | 1     | 2     | 2     | 1     | 1     | 1     | 2     | –     | –     | –     | –     |
| Groep Hop                       | –     | –     | –     | –     | –     | –     | –     | –     | 0     | –     | –     |
| BEN Putten                      | –     | –     | –     | –     | –     | –     | 0     | –     | –     | –     | –     |
| GPV                             | –     | –     | –     | 4     | 3     | –     | –     | –     | –     | –     | –     |
| RPF                             | 1     | 3     | 3     | 4     | 3     | –     | –     | –     | –     | –     | –     |
| Gereformeerde Gezindte Putten c | –     | 3     | 3     | 4     | 1     | –     | –     | –     | –     | –     | –     |
| Progressief Putten              | 1     | –     | –     | –     | –     | –     | –     | –     | –     | –     | –     |
| Gesamt                          | 17    | 19    | 19    | 19    | 19    | 19    | 19    | 19    | 19    | 19    | 19    |

Anmerkungen

### Bürgermeister
Seit dem 15. Juni 2011 ist Henk Lambooij (SGP) amtierender Bürgermeister der Gemeinde. Zu seinem Kollegium zählen die Beigeordneten Nico Gerritsen (SGP), Gerbert Priem (ChristenUnie), Roelof Koekkoek (Wij Putten) sowie der Gemeindesekretär Ferdinand Contant.

## Touristisches
- Westlich von Putten befindet sich Strand Nulde, ein Erholungsgebiet mit Jachthafen und vielen Wassersportmöglichkeiten. Es liegt am Nuldernauw, einem Randmeer (niederländisch meer – der See) zwischen Gelderland und der Provinz Flevoland. Dieses Gewässer ist ein Überbleibsel der Zuiderzee.
- Östlich des Dorfes liegen die schönen Wälder der Veluwe. Das Dorf hat mehrere Campingplätze und Pensionen. Der Landsitz Schovenhorst ist besonders sehenswert. Schloss Vanenburg ist ein Neubau aus dem Ende des 19. Jahrhunderts und dient als Konferenzzentrum.
- Am 2. Mittwoch im Oktober findet ein Jahrmarkt (Ossenmarkt = Deutsch: Ochsenmarkt) mit vielen Festlichkeiten statt.
- Seit 1992 gibt es eine Gedenkstätte (mit Ausstellung) für die schrecklichen Ereignisse vom Oktober 1944 (sonntags geschlossen).
- Im Zentrum steht die Oude Kerk (Alte Kirche), 15.–16. Jahrhundert, um 1900 stark restauriert; in den Sommermonaten ab und zu (mittwochs) zu besichtigen.

## Geschichte

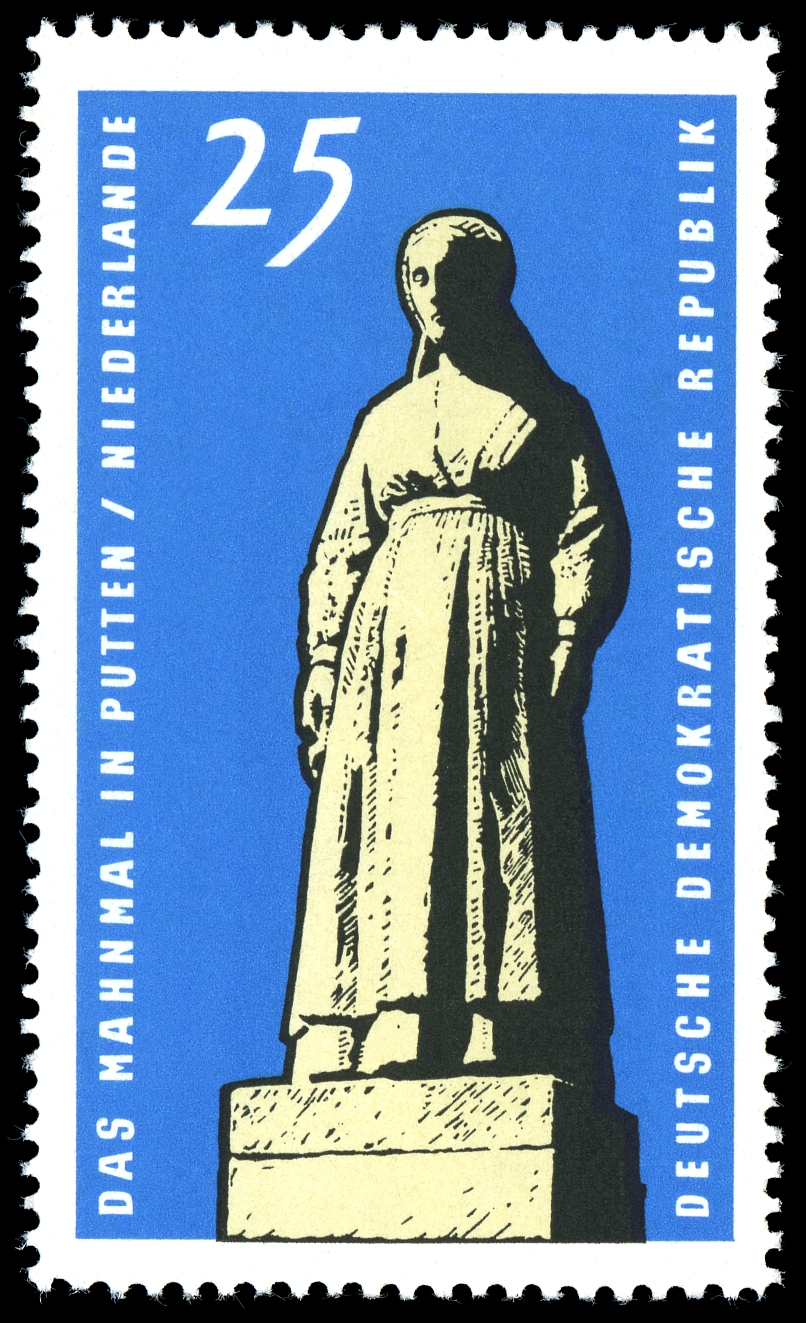
Briefmarke der DDR aus der Reihe Internationale Mahn- und Gedenkstätten, 1965

Putten wurde in einer Schenkungsurkunde des Werdener Klosters aus dem Jahre 855 erstmals erwähnt. Es war lange Zeit ein einfaches Bauerndorf. Zum Kirchspiel Putten gehörten bis 1416 auch Nijkerk und Voorthuizen. In den Kriegen des 15., 16. und 17. Jahrhunderts wurde Putten mehrmals zerstört. Als das Dorf 1863 einen Eisenbahnanschluss erhalten hatte, kam der Tourismus auf, eine Entwicklung, die sich bis nach dem Zweiten Weltkrieg fortsetzte. Auch siedelten sich im 20. Jahrhundert Pendler im Dorf an, die einen Job in den umliegenden Städten haben.
Im Oktober 1944 wurden beim Fall Putten, einem Kriegsverbrechen der Wehrmacht, 661 Menschen in KZs verschleppt, worauf das Dorf niedergebrannt wurde. Dabei kamen 552 Menschen ums Leben. Anlass war ein Attentat einer Widerstandsgruppe auf ein Auto mit deutschen Offizieren. Zum Gedenken der Opfer wurde 1947 ein Denkmal errichtet, das 1949 von Königin Juliana feierlich enthüllt wurde.

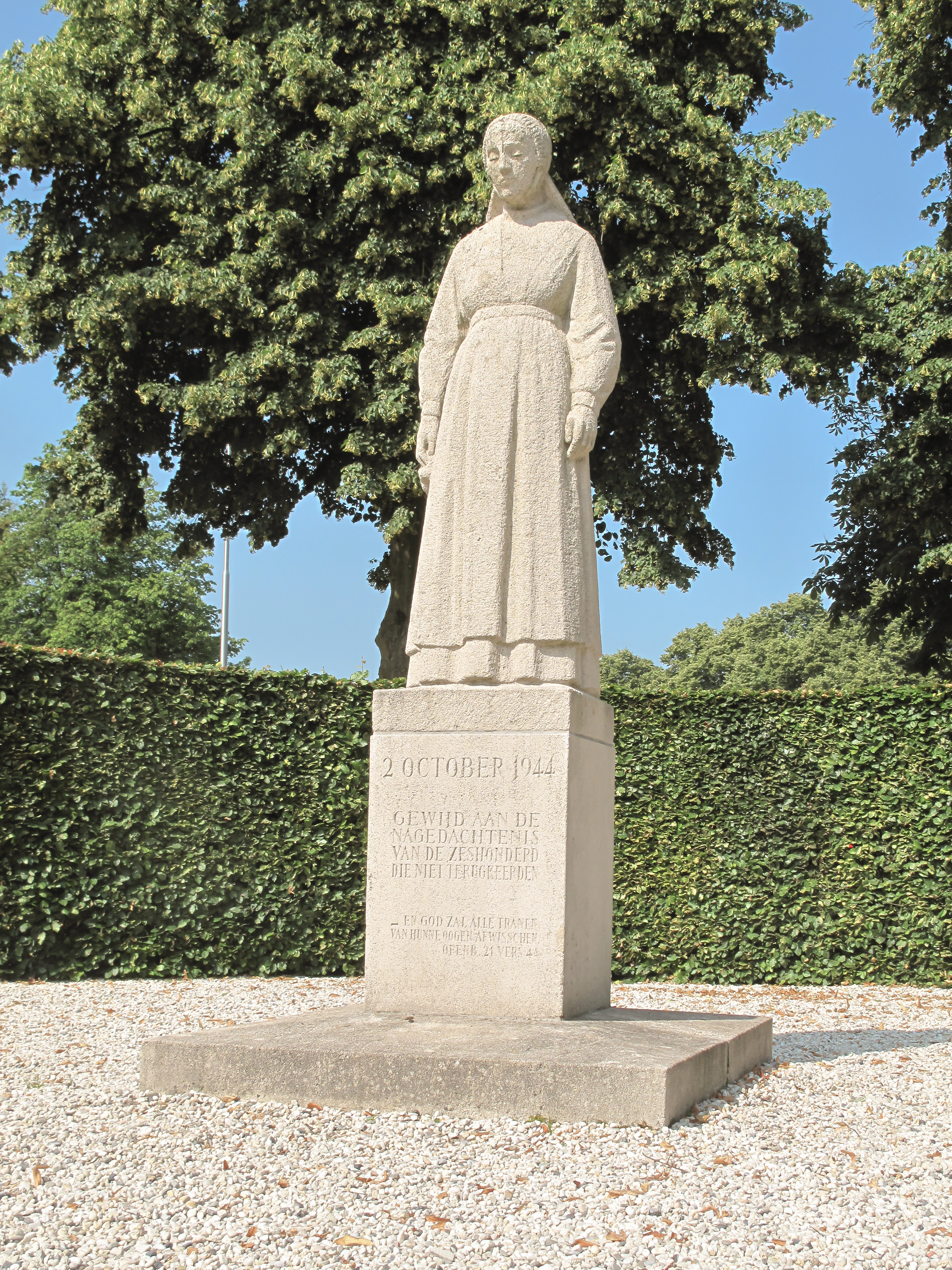
Die Frau von Putten erinnert im Herdenkingshof an die Razzia vom Oktober 1944
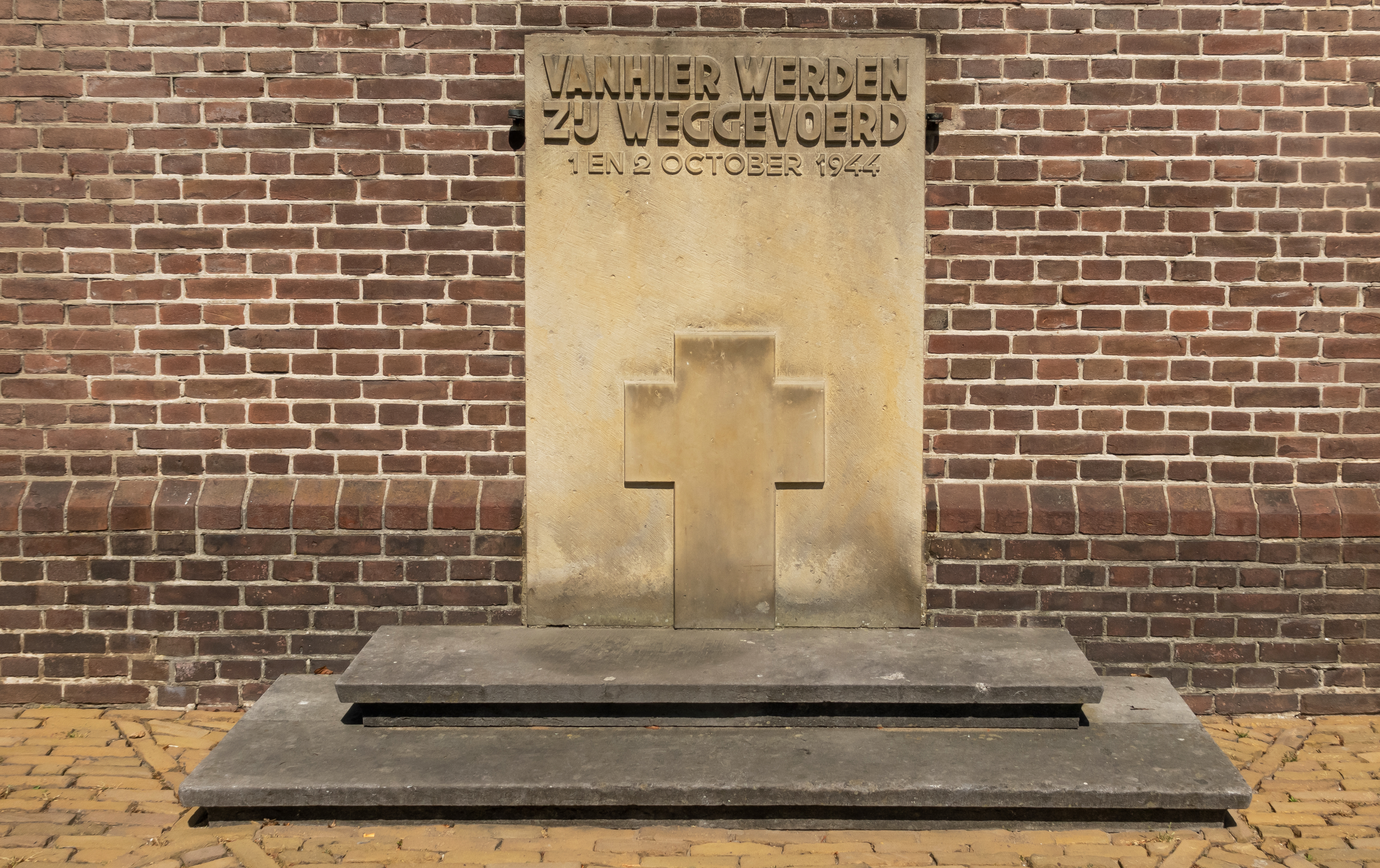
Denkmal mit der Inschrift Von hier wurden sie verschleppt für die deportierten Männer an der alten Kirche.
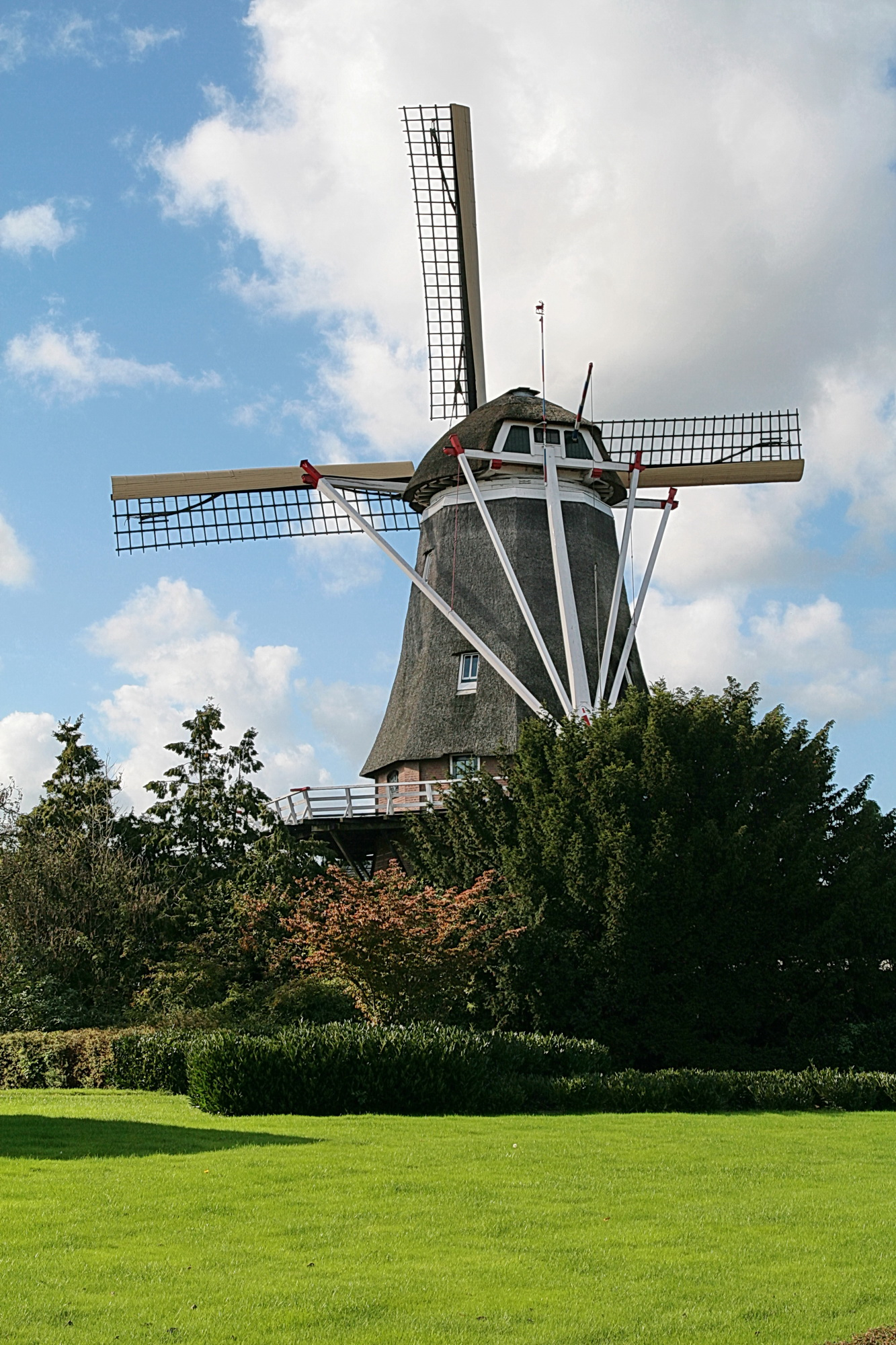
Windmühle am Halvinkhuizerweg
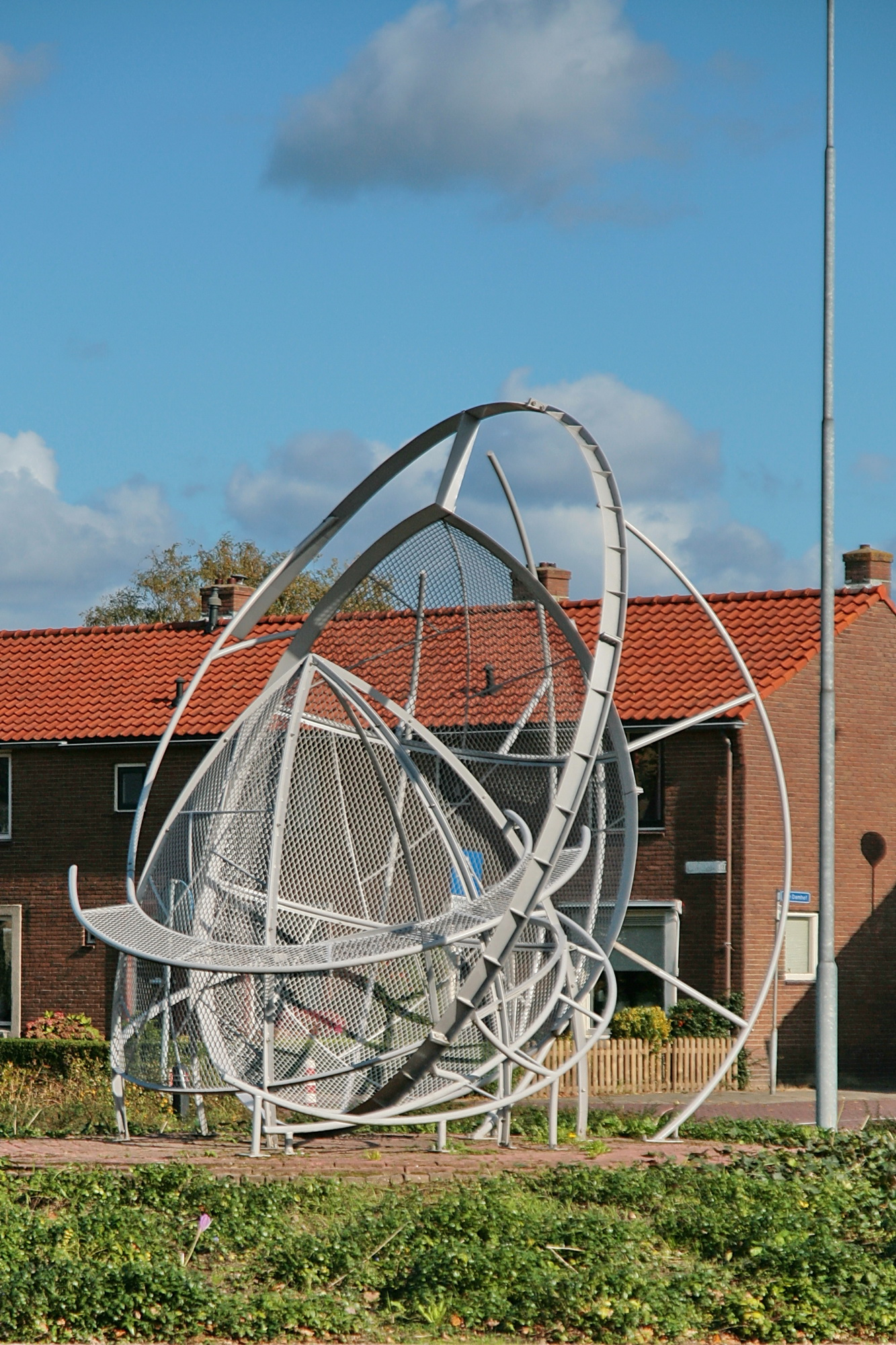
Kunstwerk "Nacimiento"
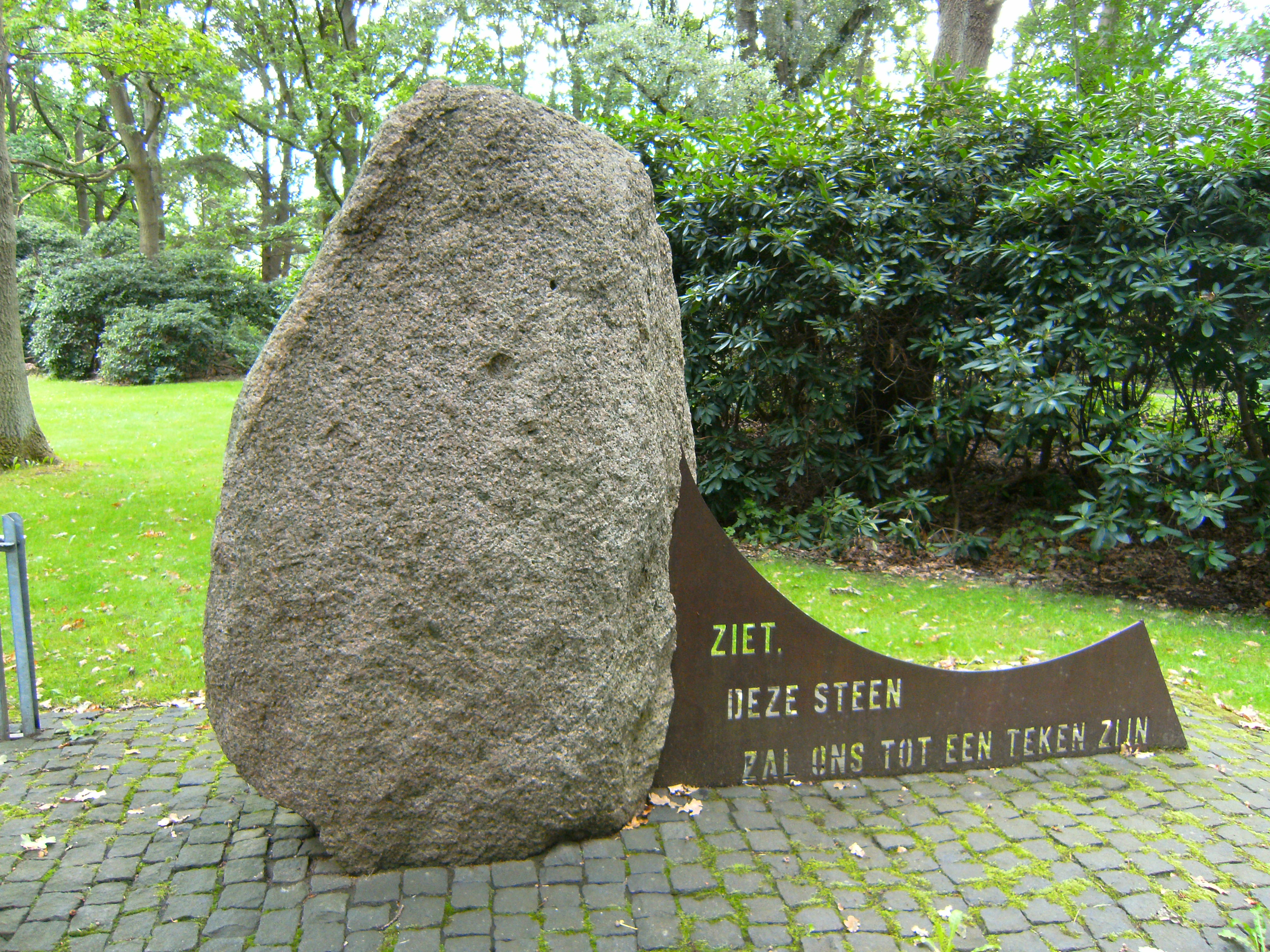
Hamburg, KZ-Gedenkstätte Neuengamme: Gedenkhain, Gedenkstein Putten